# Антирелигия
Антирелигията е опозиция и противостоене на религията, различава се от атеизма (липса на вяра в Бог или божества) или антитеизъм (секуларното противопоставяне на организираната религия и/или вярата в божественото, или опозиция към специфичен бог), като самите личности, които имат подобни възгледи, могат да бъдат също атеисти и антитеисти, макар не всички атеисти да имат подобни възгледи от своя страна.

## История
За първи път терминът се употребява в революционна Франция като отговор на организираната съпротива срещу „организираното безверие“ на самозваната „нерелигиозна държава“ (виж и култ към Върховното същество).
В Съветския съюз, особено през 1930-те години на сталинисткия период, е следвана правителствена политика за унищожаване на църковни сгради и срещу духовенството, като е въведена забрана за публикуването на различни религиозни материали, а някои членове на религиозни групи са преследвани.  В Съветския съюз атеизмът се превръща в задължително изискване за кариерно израстване.
Друг и краен пример за антирелигиозност е Народна република Албания, където е въведена даже конституционна забрана за религиозна дейност и пропаганда, а правителството на Енвер Ходжа национализира собствеността на религиозните институции с цел да ги използва за нерелигиозни цели. Издаването на религиозна литература е забранено под наказателна отговорност. Много албански духовници и теисти са съдени, измъчвани и екзекутирани. Всички чуждестранни католически духовници са изгонени от страната през 1946 г. , а Албания е единствената страна, в която религията някога е официално забранена.
Червените кхмери също се опитват да премахнат религията и всичко друго, отнасящи се до старата култура на Камбоджа. В резултат от този процес са убити близо 1,7 милиона души. 